# کولوان
کلوان، (تلفظ Kolavan) در زبان تالشی (ko به معنی کوه و Lavan به معنی لبان (لب تا لب) به معنی روستایی که دور تا دور آن کوه است. این روستا که در ابتدا جزء شهرستان فومنات بوده اکنون روستایی از توابع بخش احمدسرگوراب شهرستان شفت در استان گیلان ایران است.

## جمعیت
این روستا در دهستان چوبر قرار دارد و براساس سرشماری مرکز آمار ایران در سال ۱۳۸۵، جمعیت آن ۶۳۳ نفر (۱۷۱خانوار) بوده‌است.